# Принсвил (Северна Каролина)
Принсвил (енгл. Princeville) град је у америчкој савезној држави Северна Каролина.

## Демографија
По попису из 2010. године број становника је 2.082, што је 1.142 (121,5%) становника више него 2000. године.
| Група             | 2000.       | 2010.         |
| Белци             | 20 (2,1%)   | 54 (2,6%)     |
| Афроамериканци    | 916 (97,4%) | 2.005 (96,3%) |
| Азијати           | 1 (0,1%)    | 1 (0,0%)      |
| Хиспаноамериканци | 6 (0,6%)    | 16 (0,8%)     |
| Укупно            | 940         | 2.082         |